# Agaltara
Agaltara é um género de traça pertencente à família Arctiidae.